# Kerens (Texas)
Kerens ist eine Stadt im Navarro County im US-Bundesstaat Texas in den Vereinigten Staaten. Das U.S. Census Bureau hat bei der Volkszählung 2020 eine Einwohnerzahl von 1.505 ermittelt.

## Geographie
Die Stadt liegt im mittleren Nordosten von Texas, an der Kreuzung der Highways 31 und 309, sowie den Farm Roads 667 und 3096, 22 Kilometer östlich von Corsicana und hat eine Gesamtfläche von 6,0 km².

## Geschichte
Der Ort wurde 1881 gegründet, als die St. Louis Southwestern Railway of Texas ihre Gleise durch das County verlegte. Benannt wurde er nach dem Richter R. C. Kerens aus St. Louis.

## Demografische Daten
Nach der Volkszählung im Jahr 2000 lebten hier 1.681 Menschen in 682 Haushalten und 448 Familien. Die Bevölkerungsdichte betrug 278,6 Einwohner pro km². Ethnisch betrachtet setzte sich die Bevölkerung zusammen aus 70,14 % weißer Bevölkerung, 22,13 % Afroamerikanern, 0,48 % amerikanischen Ureinwohnern, 0,06 % Asiaten, 0,00 % Bewohnern aus dem pazifischen Inselraum und 5,77 % aus anderen ethnischen Gruppen. Etwa 1,43 % waren gemischter Abstammung und 7,61 % der Bevölkerung waren spanischer oder lateinamerikanischer Abstammung.
Von den 682 Haushalten hatten 33,0 % Kinder unter 18 Jahre, die im Haushalt lebten. 48,8 % davon waren verheiratete, zusammenlebende Paare. 13,5 % waren allein erziehende Mütter und 34,2 % waren keine Familien. 31,8 % aller Haushalte waren Singlehaushalte und in 20,7 % lebten Menschen, die 65 Jahre oder älter waren. Die Durchschnittshaushaltsgröße betrug 2,46 und die durchschnittliche Größe einer Familie belief sich auf 3,13 Personen.
28,1 % der Bevölkerung waren unter 18 Jahre alt, 7,6 % von 18 bis 24, 26,5 % von 25 bis 44, 19,7 % von 45 bis 64, und 18,1 % die 65 Jahre oder älter waren. Das Durchschnittsalter war 36 Jahre. Auf 100 weibliche Personen aller Altersgruppen kamen 83,5 männliche Personen. Auf 100 Frauen im Alter von 18 Jahren und darüber kamen 79,8 Männer.
Das jährliche Durchschnittseinkommen eines Haushalts betrug 27.969 USD, das Durchschnittseinkommen einer Familie 36.719 USD. Männer hatten ein Durchschnittseinkommen von 26.683 USD gegenüber den Frauen mit 21.600 USD. Das Prokopfeinkommen betrug 13.000 USD. 19,5 % der Bevölkerung und 13,3 % der Familien lebten unterhalb der Armutsgrenze. Davon waren 23,8 % Kinder und Jugendliche unter 18 Jahren und 18,9 % waren 65 oder älter.